# Стоунбрейкер, Майкл
Майкл Стоунбрейкер (англ. Michael Stonebraker; род. 11 октября 1943 года) — американский учёный в области информатики, исследователь проблематики построения систем управления базами данных, профессор Калифорнийского университета в Беркли (1971—2000), с 2001 года — профессор Массачусетского технологического института. Известен как архитектор и разработчик таких систем управления базами данных, как Ingres, Informix, VoltDB. Отмечается как пионер исследований и технологий в области баз данных. Тьюринговский лауреат (2014).

## Биография
Родился в 1943 году в городе Ньюберипорт, штат Массачусетс. В 1965 году получил степень бакалавра в Принстонском университете, продолжил обучение в Университете Мичигана, где в 1967 году ему была присвоена степень магистра. В 1971 году защитил в Мичиганском университете диссертацию на соискание степени доктора философии.
В 1971 году получил должность ассистент-профессора в Калифорнийском университете в Беркли. С 1973 года совместно с коллегой по университету Юджином Воном (англ. Eugene Wong) занялся исследованием возможности построения реляционных баз данных на основе идей Эдгара Кодда. В рамках этих исследований была спроектирована и реализована система управления базами данных Ingres, которая отмечается как первая система, в которой были предложены такие ставшие фактическими стандартами возможности, как декларативная ссылочная целостность, триггеры, представления (как хранимые подстановки текстов запросов), индексы на основе B-деревьев. В конце 1970-х годов Ingres удалось коммерциализировать, она распространялась за небольшую цену в основном в академической среде (на момент 1980 года было продано около 1 тыс. копий), Стоунбрейкер стал сооснователем компании Relational Technology, которая владела правами на Ingres. Позднее компания была переименована в Ingres Corporation и в итоге поглощена корпорацией Computer Associates.
В 1986 году, после продажи бизнеса Ingres Corporation, Стоунбрейкер инициировал новый проект системы управления базами данных, поддерживающей наряду с реляционной моделью данных принципы объектно-ориентированного программирования — Postgres (от лат. post и Ingres). Данный проект отмечается как первая практически реализованная объектно-ориентированная СУБД, система распространялась по лицензии BSD. Впоследствии код Postgres послужил основой для известной свободно распространяемой СУБД PostgreSQL. В середине 1990-х годов проект Postgres также был коммерциализирован, была создана компания Illustra, которая в 1996 году была продана корпорации Informix. Стоунбрейкер занял в Informix пост технического директора, на котором проработал вплоть до поглощения компании корпорацией IBM в 2000 году.
В 2000—2001 годы в Калифорнийском университете в Беркли руководил исследовательским проектом глобальной распределённой базы данных на основе федеративной модели вычислений — Mariposa. Интеллектуальные права на проект были приобретены в 2001 году корпорацией PeopleSoft.
В 2001 году занял должность профессора информатики в Массачусетском технологическом институте и инициировал большую серию исследовательских и практических проектов в области проектирования систем управления базами данных. Среди этих проектов:
- Aurora — СУБД, ориентированная на поточную загрузку данных из внешних источников со специфическим языком манипулирования данными, в 2003 году проект коммерциализирован и основана компания StreamBase[англ.], в которой Стоунбрейкер стал сооснователем.
- C-Store — распределённая на основе архитектуры без разделения ресурсов (англ. shared nothing architecture) столбцовая СУБД. В 2005 году Стоунбрейкер стал сооснователем компании Vertica[англ.] с СУБД C-Store как основным активом, компания была поглощена корпорацией Hewlett-Packard в 2011 году[7], а СУБД Vertica стала одним из продуктов HP (впоследствии — Micro Focus).
- Morpheus — проблемно-ориентированная интеграционная СУБД, оптимизированная для трансформации и загрузки данных между разнородными источниками. Проект был начат в 2006 году совместно с группой исследователей из Флоридского университета, а в 2009 году Стоунбрейкер стал сооснователем компании Goby — поисковой системы, в основе функционирования которой лежит СУБД Morpheus.
- HStore — распределённая без разделяемых ресурсов СУБД, ориентированная на OLTP-обработку, проект начат как исследовательский в 2007 году, а в 2009 году Стоунбрейкер с коллегами на основе исследований выпустили ориентированную на коммерческое применение СУБД VoltDB и основали одноимённую компанию.
- SciDB — СУБД для научно-исследовательских приложений, проект инициирован Стоунбрейкером совместно с Дэвидом Девиттом (англ. David DeWitt), в разработке задействованы исследователи из шести университетов США.

## Научные общества и награды
С 1994 года действительный член Ассоциации вычислительной техники. В 1997 году избран членом Национальной инженерной академии США. В 2011 году избран иностранным членом Российской академии наук.
В 1992 году Стоунбрейкеру присуждена первая ежегодная премия Кодда (англ. SIGMOD Edgar F. Codd Innovations Award) группы SIGMOD Ассоциации вычислительной техники. В 2005 году удостоен медали Джона фон Неймана от IEEE (отмечен «вклад в проектирование, внедрение и коммерациализацию реляционных и объектно-реляционных систем управления базами данных»); в том же году Стоунбрейкеру была присуждена премия Flame ассоциации USENIX.
В марте 2015 года стал лауреатом Премии Тьюринга за 2014 год с представлением «за фундаментальный вклад в принципы и практики, лежащие в основаниях современных систем управления базами данных».